# 約什·克爾
約什·克爾（英語：Josh Kerr，1997年10月8日—），英國田徑運動員，主攻中跑，他代表英國隊參加了日本舉行的2020年夏季奧林匹克運動會，並且在男子1500米比賽上獲得銅牌。